# Kaple Panny Marie (Střítež)
Kaple Panny Marie stojí na návsi v parku se vzrostlými lípami. Novogotická obdélná stavba s neodsazeným polygonálním závěrem má na hřebeni střechy sanktusník. Ve štítu se nachází nika se sochou Panny Marie. Před kapličkou se tyčí kamenná poklona – kříž z roku 1817. Kulturní památkou se stala před rokem 1988.